# An Essay Towards a Real Character, and a Philosophical Language

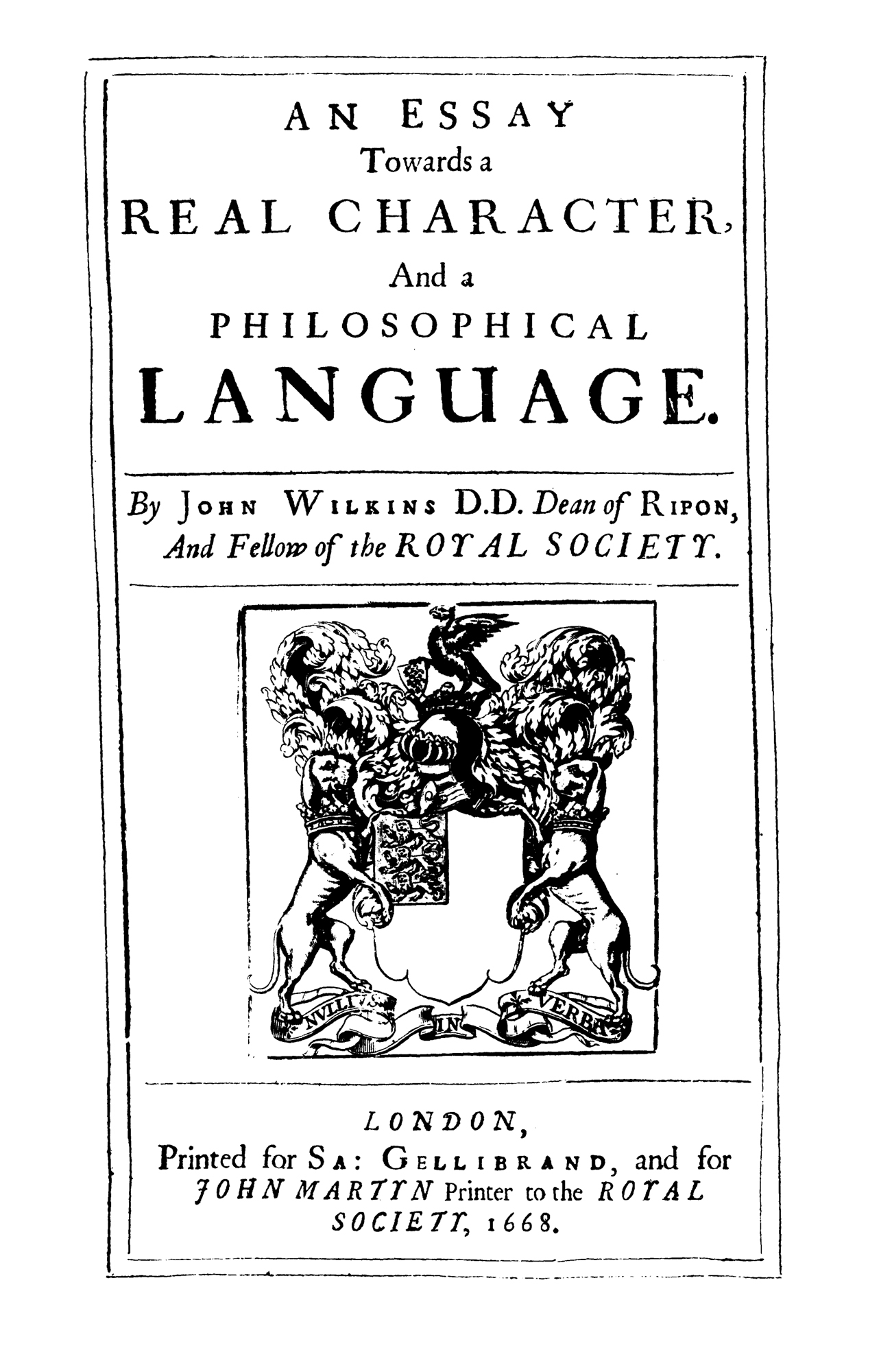
De voorpagina van an Essay Towards a Real Character, and a Philosophical Language (1668)

An Essay towards a Real Character, and a Philosophical Language (1668) geldt als het baanbrekende werk van de Engelse theoloog en wetenschapper John Wilkins. In dit ruim 600 pagina’s tellende boek presenteert Wilkins een ambitieuze poging tot het creëren van een universele, kunstmatig geconstrueerde en strikt logische taal. Wilkins beoogde met dit systeem taal en logica te verenigen en zo een communicatievorm te ontwikkelen die wereldwijd begrijpelijk zou zijn. Hij had als doel om universeel begrip, vrede en samenwerking te bevorderen.

## Achtergrond

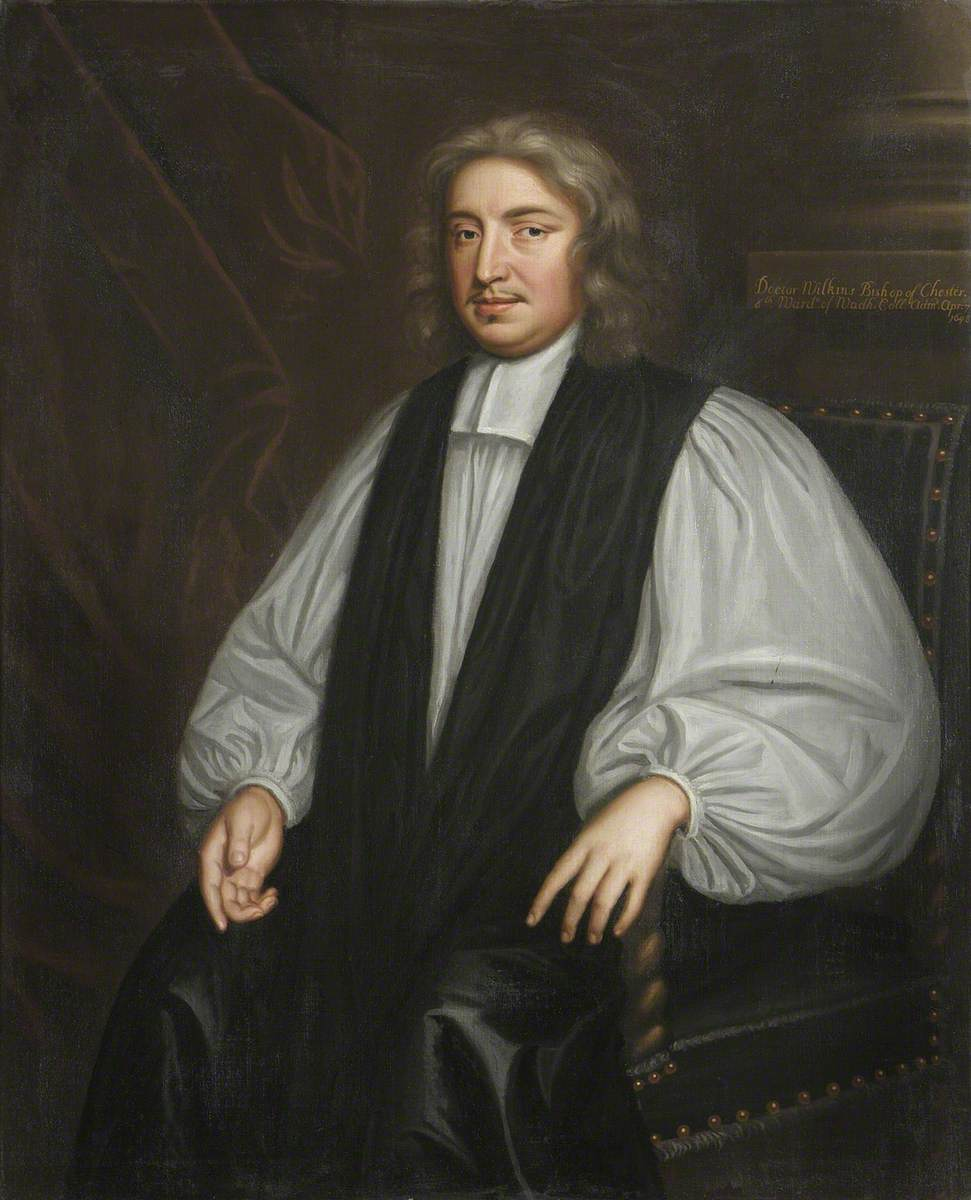
Portret van John Wilkins (1614–1672), theoloog en wetenschapper, maker van het universale taalsysteem.

John Wilkins (1614–1672) bekleedde uiteenlopende invloedrijke functies binnen zowel de academische als de religieuze wereld. Hij was onder andere de Warden van Wadham College in Oxford, waar hij een belangrijke rol speelde in het verbeteren van wetenschappelijk onderzoek. Later werd hij benoemd tot bisschop van Chester, wat hem aanzienlijke invloed gaf binnen de Anglicaanse Kerk. Daarnaast was Wilkins een van de medeoprichters en een actief lid van de Royal Society, een invloedrijk genootschap van naturalistische filosofen dat een belangrijke rol speelde in de vroege ontwikkeling van de moderne wetenschap.
Wilkins combineerde zijn religieuze overtuigingen met een grote interesse in wetenschap, rationaliteit en universele kennis. Deze idealen werden systematisch uitgewerkt in zijn plantaalproject. Wilkins werkte aan zijn Essay towards a Real Character and a Philosophical Language in de jaren 1650 en 1660. Het boek werd uiteindelijk gepubliceerd in 1668, nadat een groot deel van zijn manuscripten verloren was gegaan tijdens de Grote Brand van Londen.

## Ontstaan van de universele taal
Wilkins begon zijn taalproject in opdracht van de Royal Society. In de zeventiende eeuw was Latijn de lingua franca van de wetenschap en religie, maar Wilkins vond deze taal te complex en moeilijk om te leren. Hij stelde daarom een alternatief voor: een kunstmatige, logisch opgebouwde taal met ongeveer 3000 basiswoorden, die naar eigen zeggen binnen een maand te leren zou zijn. De taal was bedoeld voor geleerden en wetenschappers, als aanvulling op natuurlijke talen.
Voor de samenstelling van het boek werkte Wilkins samen met andere leden van de Royal Society, waaronder John Ray, die zelfs een Latijnse vertaling van het werk zou gaan maken, en William Lloyd, die het alfabetische woordenboek samenstelde. Het project werd ook beïnvloed door eerdere werken van George Dalgarno (Ars Signorum, 1661) en Francis Lodwick (The Ground-Work, 1652), die ook voorstellen deden voor kunstmatig geconstrueerde talen, of kunsttalen.

## Motieven

### Communicatie verbeteren
Wilkins wilde communicatie over lange afstanden en in geheime contexten vergemakkelijken. Zijn taal moest taalbarrières overstijgen en verwarring voorkomen, zodat handel, diplomatie en wetenschap efficiënter zouden verlopen.

### Religie
Wilkins’ religieuze overtuiging speelde een belangrijke rol. Hij zag zijn project als een poging om de taalverwarring van de Toren van Babel ongedaan te maken. God strafte de mensheid met het ontstaan van verschillende talen en Wilkins zag het als zijn taak om de verloren eenheid in communicatie te herstellen.

### Algemeen welzijn
Wilkins geloofde dat een universele taal zou bijdragen aan het welzijn van de mensheid, onder andere door het bevorderen van internationale samenwerking, religieuze eenheid en wetenschappelijke vooruitgang. Ook tijdgenoten, zoals John Webb, prezen in 1669 het potentieel van Wilkins’ taal om menselijk begrip te verbeteren.

## Structuur van de taal

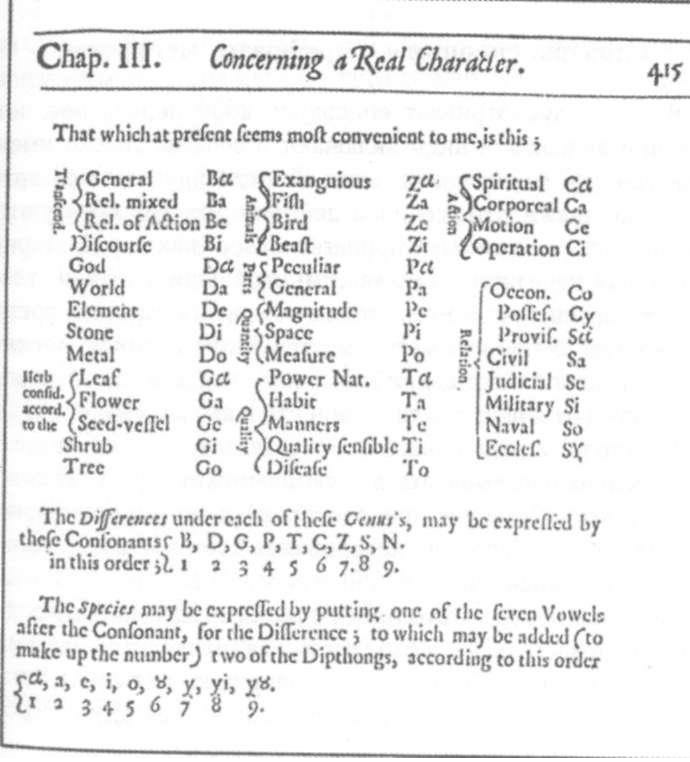
Voorbeeld van de Real Characters uit Wilkins’ Essay (1668)

Volgens Umberto Eco is Wilkins’ taal gebaseerd op een systematische taxonomie, vergelijkbaar met een encyclopedie die ook als woordenboek dient. In tegenstelling tot veel andere systemen uit zijn tijd is Wilkins’ taal niet gebaseerd op bestaande talen of woordenboeken, maar op een empirische ordening van de natuur en objecten zelf. Eco noemt het project "de meest volledige poging tot een universele taal uit de zeventiende eeuw".
Wilkins’ systeem bestaat uit een hiërarchische classificatie van concepten. Deze classificatie bestaat uit drie niveaus:
1. 40 verschillende genera
2. 251 verschillende differentiae
3. 2030 verschillende species

Elk woord wordt volgens het systeem opgebouwd uit een reeks van letters die deze structuur strikt volgen. Een woord bestaat uit vier elementen:
- de eerste twee letters geven het genus aan,
- de derde letter de differentia,
- de vierde letter de species.

Elk woord kan logisch en systematisch opgebouwd worden, zonder ambiguïteiten. Een voorbeeld uit Wilkins' boek: "Zi" betekent dier, "Zit" is een hondachtig roofdier, en "Zitα" verwijst naar hond of wolf. De betekenis van een woord is dus direct af te leiden uit zijn opbouw.

### De visuele en de fonetische vorm
Wilkins’ taal bestond in twee vormen:
- De ideografische vorm (Real Character): een visueel systeem van symbolen waarin elk teken zonder twijfel een specifiek idee representeert. Deze vorm was bedoeld om gelezen, niet uitgesproken, te worden;

- De fonetische vorm (Philosophical Language): een alfabetsysteem dat bestond uit lettergrepen, en dat was wel bedoeld om uitgesproken te worden.

Het boek bevatte ook uitgebreide tabellen en een alfabetisch woordenboek als leermiddel om de taal te verwerven.

## Wetenschappelijke en filosofische context
Het idee van een universele taal past binnen het bredere intellectuele klimaat van de zeventiende eeuw, waarin wetenschappers en filosofen op zoek gingen naar methoden om kennis systematisch te ordenen. De wetenschappelijke revolutie zorgde voor een nieuwe nadruk op observatie, classificatie en logica. Denkers zoals Francis Bacon en René Descartes streefden naar rationele systemen voor het begrijpen van de werkelijkheid. Binnen deze context werd ook taal zelf een onderwerp van hervorming. Wilkins’ project weerspiegelt duidelijk deze ambitie: zijn taal moest niet alleen communiceren, maar ook op een systematische wijze de structuur van de werkelijkheid representeren.
Zoals Umberto Eco schrijft:
“There was no longer any question of discovering the lost language of humanity; the new language was to be a new and totally artificial language, founded upon philosophic principles, and capable of realizing, by rational means, that which the various purported holy languages (always dreamt of, never really rediscovered) had sought but failed to find” .
Wilkins’ Essay towards a Real Character and a Philosophical Language is dus niet louter een taalkundig experiment, maar ook een uitdrukking van het zeventiende-eeuwse verlangen naar orde, transparantie en universele kennis.

## Beperkingen en mislukking
Hoewel Eco bewondering uitte over Wilkins’ werk, zag hij ook fundamentele problemen. Zo zegt hij dat Wilkins eigenlijk twee talen had ontworpen, een visuele en een fonetische, die elk afzonderlijk geleerd moesten worden .
Door de strikte manier waarop Wilkins’ systeem was opgebouwd, konden woorden erg op elkaar lijken wanneer ze semantisch verwant waren. Zo verschillen ze soms maar met één letter. Hoewel Wilkins’ dit opzettelijk deed om duidelijkheid te creëeren, kon het ook precies verwarring met zich meebrengen. Zo merkt Eco op dat Wilkins zelf de termen Gαde (gerst) en Gαpe (tulp) door elkaar haalt. In het Engels zou zo'n verwarring nooit ontstaan, want hoewel er verwarring over het uiterlijk van de planten kan ontstaan, worden de woorden met totaal andere letters opgebouwd.
Ondanks lof van tijdgenoten zoals Francis Lodwick, werd de taal nooit breed gebruikt. De Royal Society voerde het project niet officieel in en er was geen onderwijs of standaardisatie. De geplande Latijnse vertaling door John Ray kwam er niet. Bovendien beperkte het feit dat het boek alleen in het Engels beschikbaar was de internationale verspreiding ervan.
Tegen het einde van de zeventiende eeuw en de Verlichting valt op dat de belangstelling voor kunsttalen aanzienlijk afneemt. In plaats daarvan werd het Frans steeds vaker beschouwd als een natuurlijke lingua franca. Rivarol beweerde in 1784 zelfs dat Frans door zijn helderheid, logica en diplomatieke prestige superieur was aan andere talen en daarom geen kunstmatige taal meer nodig was. Tegelijkertijd kwamen nationalistische ideeën steeds meer op, waarbij talen werden gezien als expressies van de nationale geest, wat het ideaal van een neutrale universele taal ondermijnde.

## Vergelijking met andere taalprojecten

### George Dalgarno
Dalgarno’s Ars Signorum (1661) bespreekt een filosofische taal die zowel schriftelijke als mondelinge communicatie tussen sprekers van verschillende natuurlijke talen moest vergemakkelijken. Hij werkte met ongeveer duizend radicale woorden en legde nadruk op grammatica, vooral op logische partikels. Zelf beschouwde hij zijn eigen systeem als praktischer en toegankelijker dan dat van Wilkins. Dalgarno bekritiseerde Wilkins’ classificatie als te omslachtig en niet praktisch voor dagelijks gebruik. Zijn taal is ook gebaseerd op logische ordering, maar het heeft niet hetzelfde hiërarchische systeem van kennis. Hoewel de beide geleerden oorspronkelijk samenwerkten, ontstond er een breuk door fundamentele meningsverschillen.

### Gottfried Wilhelm Leibniz
De Duitse filosoof en Universalgelehrte Gottfried Wilhelm Leibniz ontwikkelde aan het einde van de zeventiende eeuw zijn eigen systeem, de characteristica universalis. In tegenstelling tot Wilkins en Dalgarno zag Leibniz zijn taal niet als een communicatiemiddel maar als een instrument voor logica en kennisrepresentatie. Hij wilde een symbolisch systeem ontwerpen waarmee ideeën konden worden gecombineerd zoals in een wiskundige berekening (calculus ratiocinator). Leibniz bewonderde Wilkins’ werk maar vond het te empirisch. Leibniz' project bleef onafgewerkt, maar had toch een sterke invloed op latere ontwikkelingen in de logica en informatica.

## Nalatenschap
Hoewel Wilkins’ universele taal toch geen blijvend communicatiemiddel werd zoals hij had gehoopt, heeft zijn werk wel blijvende invloed gehad op het denken over taal, kennis en classificatie. Historici en taalkundigen, zoals Umberto Eco, beschouwen het essay als een van de meest systematische en ambitieuze taalexperimenten van de zeventiende eeuw. Het werk van Wilkins was vernieuwend in de manier waarop het taal verbindt met een ordening van de natuur op een structurele wijze. Zijn classificatiemethode had niet alleen invloed op latere talen, maar inspireerde ook denkers als Leibniz.
Het originele exemplaar van Wilkins’ Essay wordt vandaag bewaard in de bibliotheek van Wadham College, Oxford, waar Wilkins ooit als Warden werkte. Bezoekers kunnen het werk daar op afspraak komen bezichtigen. Daarnaast is op de website van de bibliotheek een uitgebreide online presentatie beschikbaar van het boek, inclusief uitleg over de context, structuur en illustraties van Wilkins’ universele taal. Op deze manier zijn Wilkins’ ideeën toegankelijk voor een breder publiek en het toont ook aan dat zijn werk nog steeds van historisch belang is.